# Sten Lundbo
Sten Lundbo (født 18. november 1940 i Bergen) er en norsk tidligere diplomat og ambassadør. Lundbo er uddannet civiløkonom fra Norges Handelshøyskole i Bergen i 1967.

## Udenrigstjeneste
Lundbo begyndte i udenrigstjenesten i 1967. Han var ambassadesekretær på ambassaden i Bangkok fra 1969 til 1972 og bestyrede ambassaden i egenskab af charge d'affaires a.i. fra 13. februar 1970 til 1. september samme år. Som ambassadesekretær var han norsk mægler i Bangkok i en dialog, som Norge formidlede mellem Thailand og Kina i 1971. Han var ambassadesekretær på ambassaden i Paris fra 1972 til 1975 og arbejdede derefter tre år som førstekonsulent i Udenrigsministeriet. I 1978 blev Lundbo udnævnt bureauchef for Udenrigsministeriets planlægningsafdeling.
I januar 1982 tiltrådte Lundbo en stilling som ambassaderåd ved den norske delegation i Genève og var den første norske embedsmand, som på fuld tid dækkede forhandlingerne i konferencen om nedrustning (CD) i Genève. Han blev udnævnt til ministerråd og var næstkommanderende for delegationen i Geneve i 1986. Han blev udnævnt til afdelingsdirektør for Udenrigsministeriet i 1989 med ansvar for Norges deltagelse i internationale eksportkontrolorganer. I 1995 var Lundbo ambassadør ved Europarådet i Strasbourg og 2000 ambassadør i Warszawa. Efter 38 år i udenrigstjenesten gik han på pension i 2005.
Lundbo har været medlem af den norsk-svenske kommission om samarbejde på forsvarsområdet og af rådet for Norsk Utenrikspolitisk Institutt.

## Internationale missioner
- Medlemmer af FN's ekspertgruppe for nedrustning/udvikling 1978-1981 [14]
- Formand for Organet for kontrol af missilteknologi (MTCR) 1992-1993. Under Lundbos formandskab blev det på MTCR's årlige møde i Oslo i juli 1992 besluttet at udvide kontrollen til at omfatte missiler, at kunne være bærere af alle typer masseødelæggelsesvåben (nukleare, kemiske og biologiske våben)[15]
- Leder af forhandlingerne 1993-1995 om politiske basisdokument, der førte til etableringen i 1996 af Wassenaar-aftalen om eksportkontrol af konventionelle våben, militært udstyr og følsom højteknologisk teknologi.[16]
- Formand for Europarådets rapportørgruppe for samarbejde med EU 1996-2000.
- Medlem af bestyrelsen for Europarådets Udviklingsbank i Paris 1995-2000.

## Opgaver som pensionist
- Tilknyttet som faglig ansvarlig for Store norske leksikon siden 2009.
- Leder af Hortens kirkelige fællesråd (1. januar 2013 - 10. december 2015).

## Udmærkelser
- 1996: Udnævnt til Ridder af 1. klasse af St. Olavs Orden
- 2000: Kommandør af Den Kongelige Norske Fortjenstorden.[17]

Han er også tildelt følgende udenlandske ordener:
- 1973: Den thailandske hvide elefantorden.
- 1975: Den franske nationale fortjenestorden.
- 1994: Modtager af kommandørtegnet af Finlands løves orden.[18]
- 1995 I november 1995 blev Lundbo tildelt «Certificate of Appreciation», underskrevet af USAs 63. udenrigsminister Warren Christopher for hans arbejde og ledelse for at fremme det internationale samarbejde for ikke-spredning af våben og tilhørende teknologi.[19]
- 1996: Kommandørkorset af Republikken Ungarns fortjenstorden.[20]
- 2003: Udnævnt til kommandør med stjerne af Republikken Polens fortjenstorden.